# Libidza
Libidza – wieś w Polsce położona w województwie śląskim, w powiecie kłobuckim, w gminie Kłobuck.
W latach 1954–1959 wieś należała i była siedzibą władz gromady Libidza, po jej zniesieniu w gromadzie Kamyk. W latach 1975–1998 miejscowość administracyjnie należała do województwa częstochowskiego.
Wieś leży nad rzeką Czarną Okszą.

## Historia
Wieś Libidza była już wymieniana w XVI wieku, ponieważ przez Libidzę przechodziła wielka droga królewska do Częstochowy i dalej do Krakowa. Następna wzmianka o Libidzy znajduje się w dokumentach z XVII wieku dotyczących świadczeń wiernych tj. robocizny, mesznego i dziesięcin. Z dokumentów wynika, że w tym czasie istniała w Libidzy karczma i gospodarstwa ogrodnicze, które płaciły dziesięcinę snopową na rzecz utrzymania nauczyciela szkoły parafialnej przy kościele kłobuckim.
Jak podają zapisy archiwalne, w 1855 dziedziczką dóbr Libidza była Joanna Zarębina (Zaremba). Od 1909 roku właścicielem majątku ziemskiego w Libidzy był Wacław Wojciech Olszyński, po jego śmierci majątek przejął jego syn Stefan Olszyński. W uznaniu zasług tego drugiego, ulicy przy której mieszczą się pozostałości folwarku nadano nazwę jego imienia. 
Piątego maja 1915 roku na szosie prowadzącej przez wieś wypadkowi uległ przyszły generał Józef Haller. Wskutek pęknięcia osi auto, którym podróżował wypadło z drogi i przewróciło się. Haller doznał poważnego złamania nogi, wskutek nieprawidłowego leczenia groziła mu amputacja kończyny. Podróżujący z nim Władysław Sikorski nie doznał obrażeń.

## Zabytki
Do zabytków zachowanych na tym terenie należy kapliczka murowana, wpisana do ewidencji dóbr kultury i wskazana do objęcia ochroną. Pochodzi ona z 1812 r. Wewnątrz pozorne sklepienie kolebkowe o łuku koszowym. Za zewnątrz narożniki zaakcentowane lizenami. Dach dwuspadowy, kryty dachówką. Wewnątrz rzeźby św. Jana Nepomucena i Rocha, barokowo-ludowe.

## Szkolnictwo
Pierwsza szkoła została wybudowana w 1808 r., która funkcjonowała tylko do 1813. Do jej upadku przyczynił się posesor państwa Zagórze (dobra kłobuckie) hr. Christian von Haugwitz. Na 118 lat szkolnictwo elementarne zniknęło z Libidzy. Dopiero po odzyskaniu niepodległości w latach 1919-1930 nastąpił znaczny rozwój i poprawa szkolnictwa powszechnego, zwiększyła się liczba uczniów, widoczny był postęp w organizacji szkół. W 1930 r. szkoła znowu zaczęła działać. W szkole uczyło się 108 uczniów w dwóch oddziałach w 1-klasowym stopniu zorganizowania i uczył jeden nauczyciel.
W 1947 r. kierownik szkoły Antoni Pokrzyński wraz z komitetem rodzicielskim podjął działania mające na celu wybudowanie nowej szkoły, która została oddana do użytku w 1962 roku. Budynek w którym znajdowała się szkoła z 1930 r. istnieje do tej pory i jego właścicielem jest prywatna firma.

## Transport
Przez wieś przebiega droga krajowa nr 43 łącząca Częstochowę z Wieluniem.

## Sport
We wsi funkcjonuje założony w 1965 roku klub piłkarski LKS Błękitni Libidza. 